# Elșița, Pazardjik
Elșița (în bulgară Елшица) este un sat în comuna Panaghiuriște, regiunea Pazardjik,  Bulgaria. 

## Demografie
Componența etnică a satului Elșița
     Romi (3,61%)
     Bulgari (95,04%)
     Nicio identificare (1,33%)
     Altele (0%)
La recensământul din 2011, populația satului Elșița era de 747 locuitori. Din punct de vedere etnic, majoritatea locuitorilor (95,04%) erau bulgari, cu o minoritate de romi (3,61%). Pentru 1,33% din locuitori nu este cunoscută apartenența etnică.